# 蜂窩屋
蜂窩屋（Beehive House）是耶穌基督後期聖徒教會早期主要領導人楊百翰的兩處官邸之一，建築名稱來自於屋頂上的蜂窩雕塑。蜂窩屋的設計者是楊百翰的妹婿建築師Truman O. Angell，他也是鹽湖城聖殿的設計者，之後設計者楊百翰的另一處住宅獅子屋。蜂窩屋修建於1854年，比獅子屋要早2年。

## 外部連結
维基共享资源上的相關多媒體資源：蜂窩屋
- Beehive House official website （页面存档备份，存于）
- 美国历史建筑调查（HABS） No. UT-36-U-1, "Beehive House, East South Temple Street, Salt Lake City, Salt Lake County, UT", 8 photos, 13 measured drawings, 8 data pages